# British Rail Class 170
British Rail Class 170 „Turbostar” – typ spalinowych zespołów trakcyjnych produkowanych od 1998 przez zakłady w Derby, początkowo należące do firmy Adtranz, a od 2001 do grupy Bombardier Transportation. Dotychczas dostarczono 122 zestawy, które eksploatuje obecnie 5 przewoźników.
Najwięcej Turbostarów posiada firma First ScotRail, która używa ich do obsługi połączeń między głównymi miastami Szkocji. Specjalizująca się w trasach dalekobieżnych firma CrossCountry wysyła je przede wszystkim na linie z Cardiff do Nottingham i z Birmingham na lotnisko Stansted. W barwach First TransPennine Express jeżdżą z Manchesteru do Hull. London Midland obsługuje nimi trasy podmiejskie w regionie West Midlands. Z kolei na trasach we wschodniej Anglii jeżdżą w barwach National Express East Anglia.

## Linki zewnętrzne

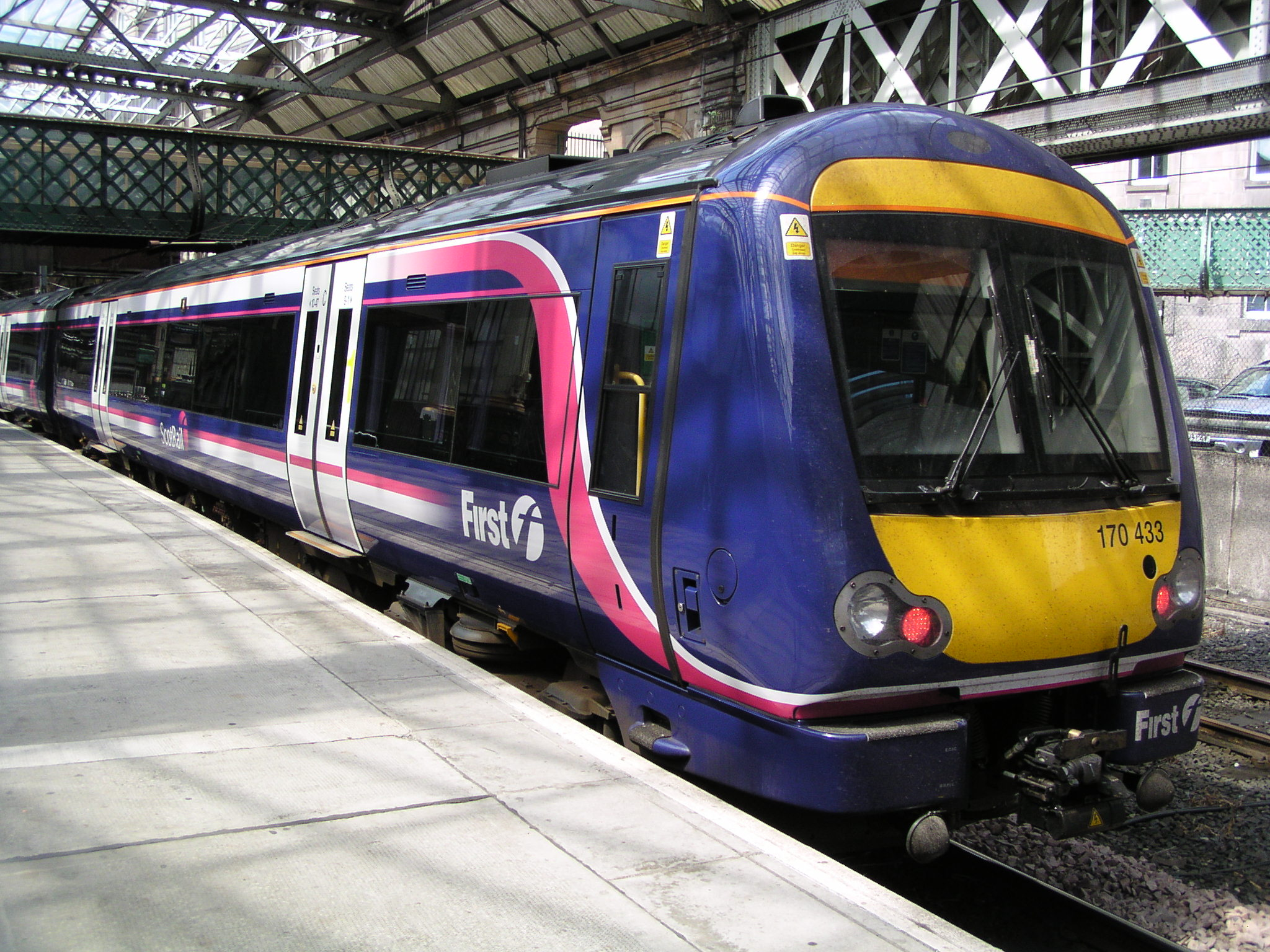
Jeden ze składów używanych przez First ScotRail